# Franz Breitenmoser

Franz Breitenmoser

Franz Breitenmoser (Appenzell, 13 januari 1918 - aldaar, 16 augustus 1999) was een Zwitsers politicus.
Franz Breitenmoser bezocht de middelbare school in Appenzell en volgde daarna een opleiding tot bankemployé. Hij verbleef vervolgens in Parijs en Londen en na zijn terugkeer in Zwitserland werkte hij voor een bank in Zürich. Vanaf 1940 was hij weer in het kanton Appenzell Innerrhoden en was werkzaam voor de Militaire Verzekeringsmaatschappij. Van 1945 tot 1983 was hij voorzitter van de Militaire Verzekeringsmaatschappij en hield zich die functie vooral bezig met de uitbouw van het sociale verzekeringen voor militairen (bijvoorbeeld de oudersdomsverzekering en de invalidenverzekering).
In 1964 werd hij kantonrechter en in 1965 was hij president van de kantonrechters.
Franz Breitenmoser was lid van de Christendemocratische Volkspartij (CVP). Hij werd in 1966 lid van de Standeskommission (regering) van het kanton Appenzell Innerrhoden en was achtereenvolgens van 1966 tot 1978 Landessäckelmeister en van 1978 tot 1985 directeur van het departement van economische zaken. Van 25 april 1982 tot 29 april 1984 was hij Regierend Landammann (dat wil zeggen regeringsleider) en van 29 april 1984 tot 1985 was hij Pannerherr (dat wil zeggen plaatsvervangend regeringsleider).
Franz Breitenmoser was een zeer sociaal politicus. Hij moderniseerde het sociale stelsel in het kanton, o.a. door het creëren van nieuwe banen in de publieke sector. Hij zat ook in de besturen van Pro Senectute (een stichting in dienst van ouderen) en een bejaardenhuis.
Hij overleed op 81-jarige leeftijd, op 16 augustus 1999 in Appenzell.